# Rotoita basalis
Rotoita basalis is een vliesvleugelig insect uit de familie Rotoitidae. De wetenschappelijke naam is voor het eerst geldig gepubliceerd in 1987 door Boucek & Noyes.